# Staudenbau

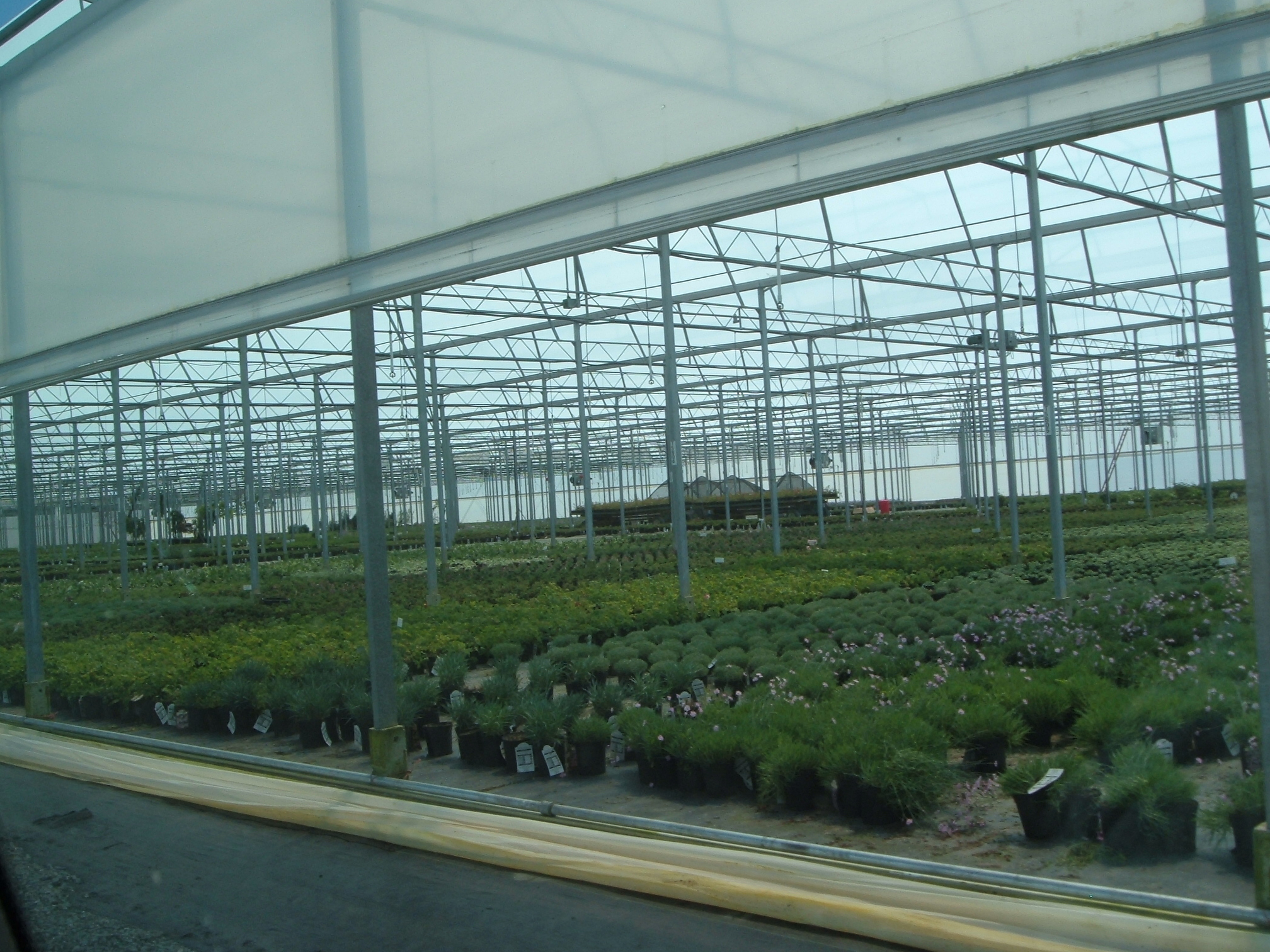
Verkaufsfertige Stauden, u. a. Ziergräser, in einem Gewächshaus

Im Produktionsgartenbau ist der Staudenbau bzw. die Staudengärtnerei eine der Fachsparten. Gartenbaubetriebe dieser Sparte sind spezialisiert auf die Züchtung, Vermehrung, Kultivierung und Vermarktung von winterharten und mehrjährigen Land- und Wasserpflanzen, den so genannten Stauden.

## Staudenarten

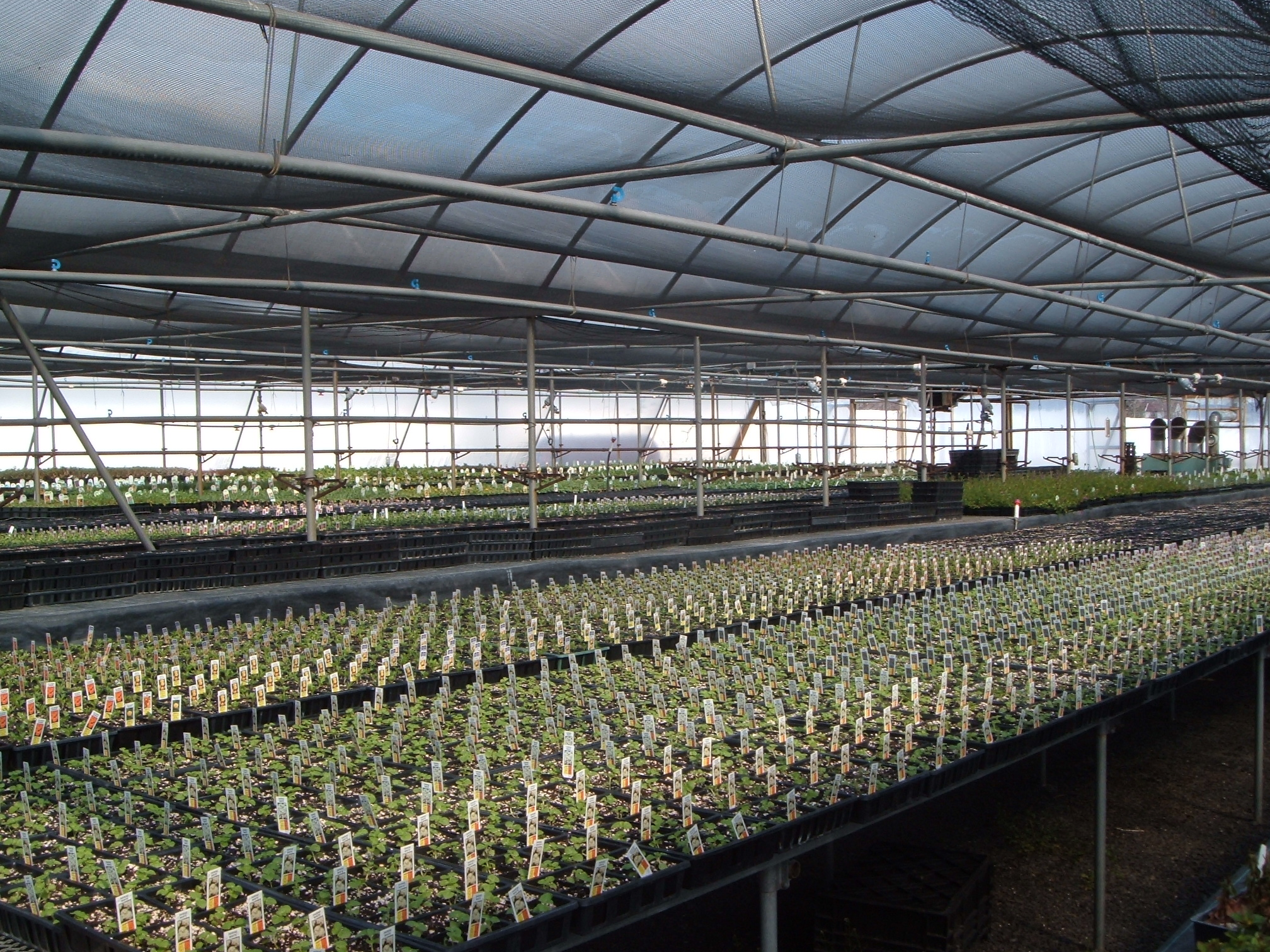
Staudenanzucht in großem Umfang

Im Staudenbau werden folgende Staudentypen kultiviert (Auswahl):
- Schnittstauden
- Polsterstauden
- Schmuckstauden
- Ziergräser
- Sumpf- und Wasserpflanzen
- Heil- und Gewürzstauden

## Berufsständische Organisation
Die Staudengärtner sind in Deutschland im Bund deutscher Staudengärtner (BdS) im Zentralverband Gartenbau (ZVG) organisiert.

## Ausbildungsberuf Gärtner, Fachrichtung Staudenbau
Im Staudenbau ist eine 2- bis 3-jährige Ausbildung zum Gärtner – Fachrichtung Staudenbau möglich. Weitere berufsqualifizierende Maßnahmen im Staudenbau führen zum Gärtnermeister, Gartenbautechniker und zu den akademischen Abschlüssen Diplom-Ingenieur Gartenbau, Bachelor, Diplom-Agraringenieur oder Master.
Wenn in der Berufsausbildung zum Staudengärtner der Schwerpunkt "Beratung und Verkauf" belegt wird, was derzeit nur in Bayern und Nordrhein-Westfalen möglich ist, kann man (ähnlich wie in den Fachrichtungen Zierpflanzenbau und Baumschule) auch die Zusatzqualifikation Verkaufsgärtner (in NRW Pflanzenfachberater genannt) erwerben.

## Staudensichtungsgärten
Um die Anbauwürdigkeit und generelle Eignung neuer Stauden zu testen, gibt es in Deutschland und in der Schweiz so genannte Staudensichtungsgärten. Hier werden die Stauden drei Jahre lang unter verschiedensten Anforderungen nach einem vorgegebenen Muster geprüft. Ergebnisse aus den Staudensichtungsgärten werden zum Institut für Gartenbau der Hochschule für angewandte Wissenschaften Weihenstephan-Triesdorf gesandt, ausgewertet und danach im Arbeitskreis Staudensichtung des BdS diskutiert und ausgewertet. Daraus werden dann Empfehlungen für die Berufspraxis formuliert.

## Staude des Jahres

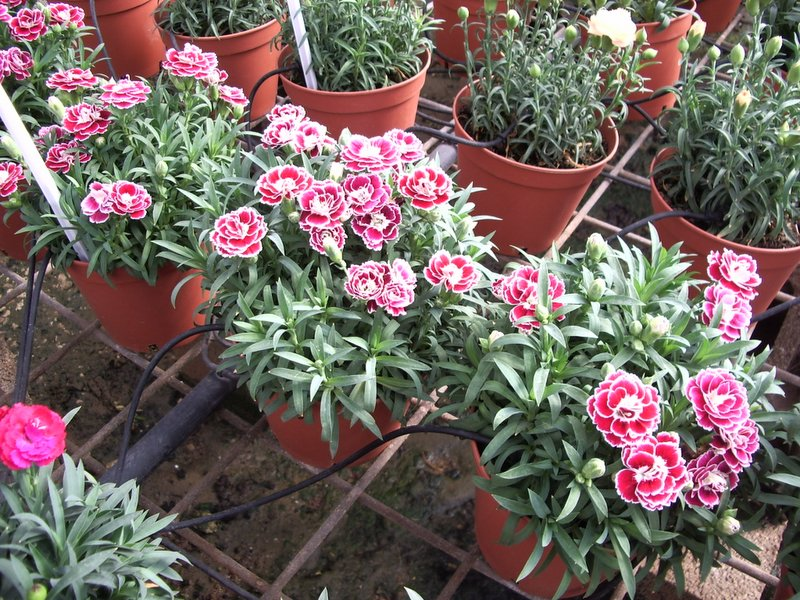
Gartennelken (D. caryophyllus) als Topfpflanzen

Der Bund deutscher Staudengärtner wählt jedes Jahr eine Stauden-Gattung zur Staude des Jahres.